# Francesco Lanario
Don Francesco Lanario e Aragona Duca di Carpignano (Napoli, 1588 – 1624) è stato un militare e umanista italiano.

## La vita
Quella dei Lanario era nobiltà di toga e recente, il cui maggior rappresentante fu - prima del nostro - il magistrato Giovanni Antonio, nonno di Francesco, che acquistò la terra del Sacco e la baronia di Carpignano, contribuendo con il suo prestigio a costituire il primo in contea ed elevando il secondo a ducato. Che tuttavia la famiglia non fosse molto ricca lo dice il fatto che presto dovettero disfarsi di una delle due signorie.
Don Francesco nacque a Napoli nel 1588 ed ebbe accurata educazione cavalleresca e umanistica, secondo l'uso contemporaneo.
Intorno al 1609, appena ventenne, partì per le Fiandre. Della sua partecipazione al conflitto fra spagnoli e olandesi abbiamo notizia nei componimenti leccesi in suo onore, ma il tono encomiastico amplifica sicuramente la reale portata delle imprese da lui compiute in quell'occasione. Lui stesso, del resto, in una lettera ammette di esser stato poco impegnato nelle attività belliche, e di aver vinto l'ozio dedicandosi ad un accurato studio storico e letterario sulle cause della guerra.
Nel 1617, Lanario è a Lecce, governatore generale con la podestà ad modum belli dove, grazie alla sua condotta  prudente e decisa, seppe guadagnarsi la riconoscenza dei salentini, che fecero a gara per adularlo in componimenti poetici più tardi dati alle stampe a Catania dal Gravina e dall'Accademia dei Clari.

## I lavori del Lanario a Catania
Quando nel 1618 Lanario giunge in Sicilia, l'isola era governata dal viceré don Francesco di Lemos, conte di Castro e duca di Taurisano, che lo inviò a Catania quale Vicario, Capitano a guerra e Soprintendente generale delle fabbriche e fortificazioni della città e d'altri luoghi del Regno.
Compito principale del Duca di Carpignano fu accelerare la ripresa dei lavori per le mura di Catania che  - iniziate nel 1541 - ancora erano incomplete. Il Lanario, che nelle Fiandre aveva potuto osservare i migliori esempi di fortificazioni moderne, non essendo però un tecnico si avvalse per la loro realizzazione dell'ingegnere Raffaello Lucadello il quale, dopo aver compiuto un'accurata relazione sullo stato attuale, stabilì quali fossero i lavori più urgenti da fare per assicurare alla città una sicura difesa dal sempre pressante pericolo turco.
Fra i suggerimenti del Lucadello, c'era quello di creare un grande abbeveratoio sotto la cortina detta "di Gammazita", che potesse essere utilizzato  dai cavalli che in caso di pericolo sarebbero giunti a Catania, irregimentando le acque del fiume Amenano; esso infatti a quel tempo scorreva in diversi rivoli di acqua viva che si perdevano sulla spiaggia antistante le mura, facendone una zona malsana e paludosa. Questo progetto rendeva necessaria una risistemazione generale della zona della Marina.
Nella nuova abbiviratura magna confluirono dunque le acque della fonte di Gammazita con quelle dell'Amenano (fatto poi cantato dal Gravina in chiave mitologica, come l'unione di due sfortunati amanti - la ninfa Gemma e il pastore Amenano trasformati in fiumi dalla gelosia degli dei).
Da qui partiva la nuova strada - che prese il nome di Via Lanaria, in onore del suo creatore e il cui andamento corrisponde in parte all'attuale via Dusmet. Essa seguiva il corso delle mura, fino alla Porta dei Canali, oggi sede del mercato storico della pescheria, dove si trovava la più monumentale e imponente delle opere del Lanario, la "Fontana dei 36 Canali" le cui cannelle metalliche adornavano la cortina muraria, in cui era una sorta di tribuna adornata con pitture che raffiguravano ancora la storia di Amenano.
La terza fontana - ancora esistente - era quella dedicata a Sant'Agata, per ricordare il luogo in cui i catanesi nel 1040 avevano salutato fra le lacrime le reliquie della martire, trafugate dal generale bizantino Giorgio Maniace e portate a Costantinopoli, dove rimasero fino al 1126.
La Via Lanaria, larga dieci canne e lunga cinquanta, era pavimentata "con ordinate lastre", cosa straordinaria per quei tempi e ben presto divenne luogo di passeggio e svago, dotato di panchine e alberi, in cui i catanesi amavano darsi convegno nel tardo pomeriggio. Qui, come dice ancora il Gravina, era "dolce riposo e grato / di vezzosette dame", e in un'apposita loggia "si sentiran dolci concenti / Di melodia soave".
Questa piacevole sistemazione però ebbe vita breve. La grande eruzione dell'Etna, che nel 1669 si abbatté su Catania, cancellò totalmente la Fontana dei 36 Canali e gran parte della strada, e seppellì la Fonte di Gammazita sotto un alto strato di lava, da cui fu liberata nel XVIII secolo, scavando un pozzo profondo circa 12 metri.

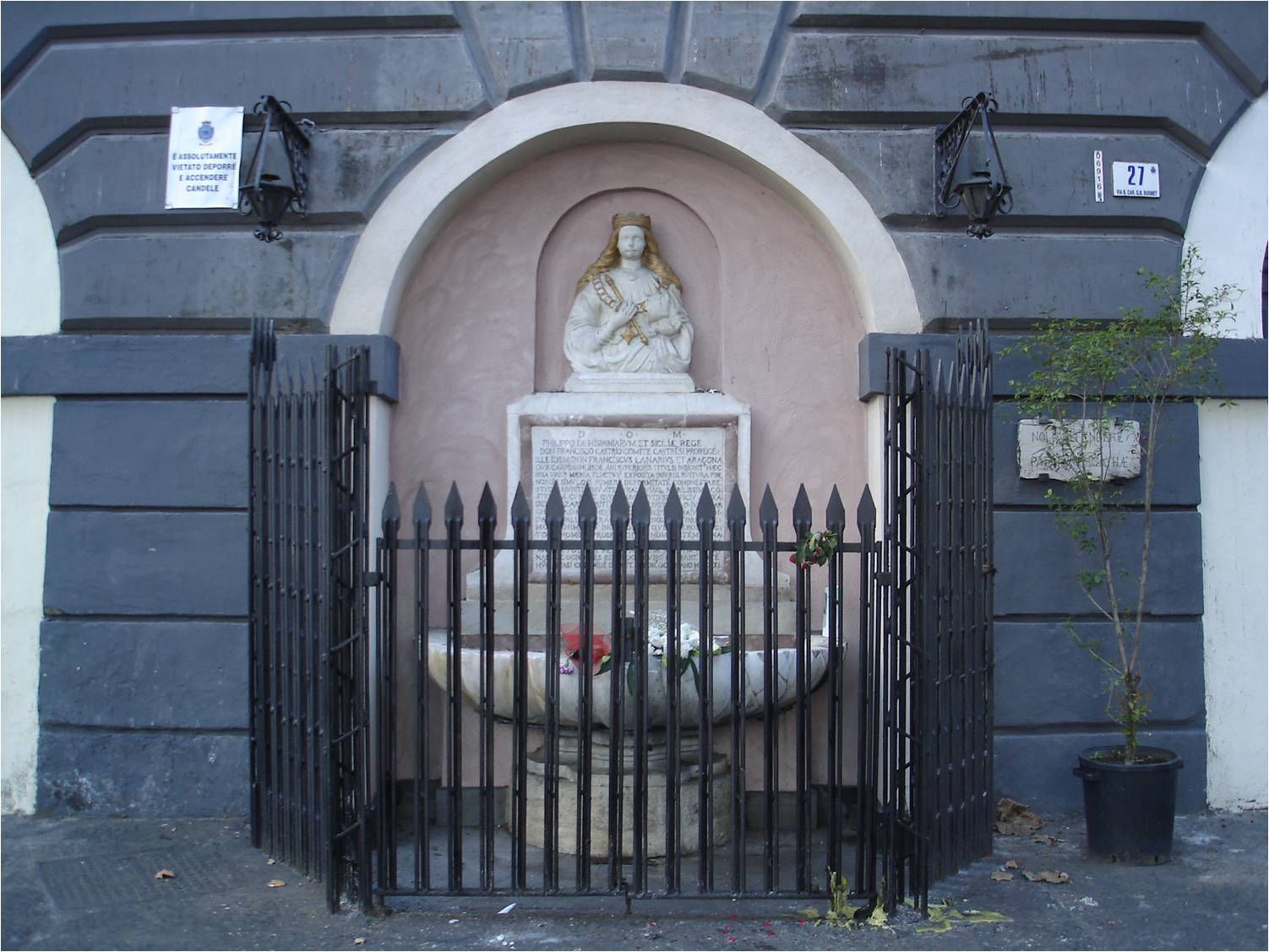
Fontana di Sant'Agata detta Fonte Lanaria Catania - 1621
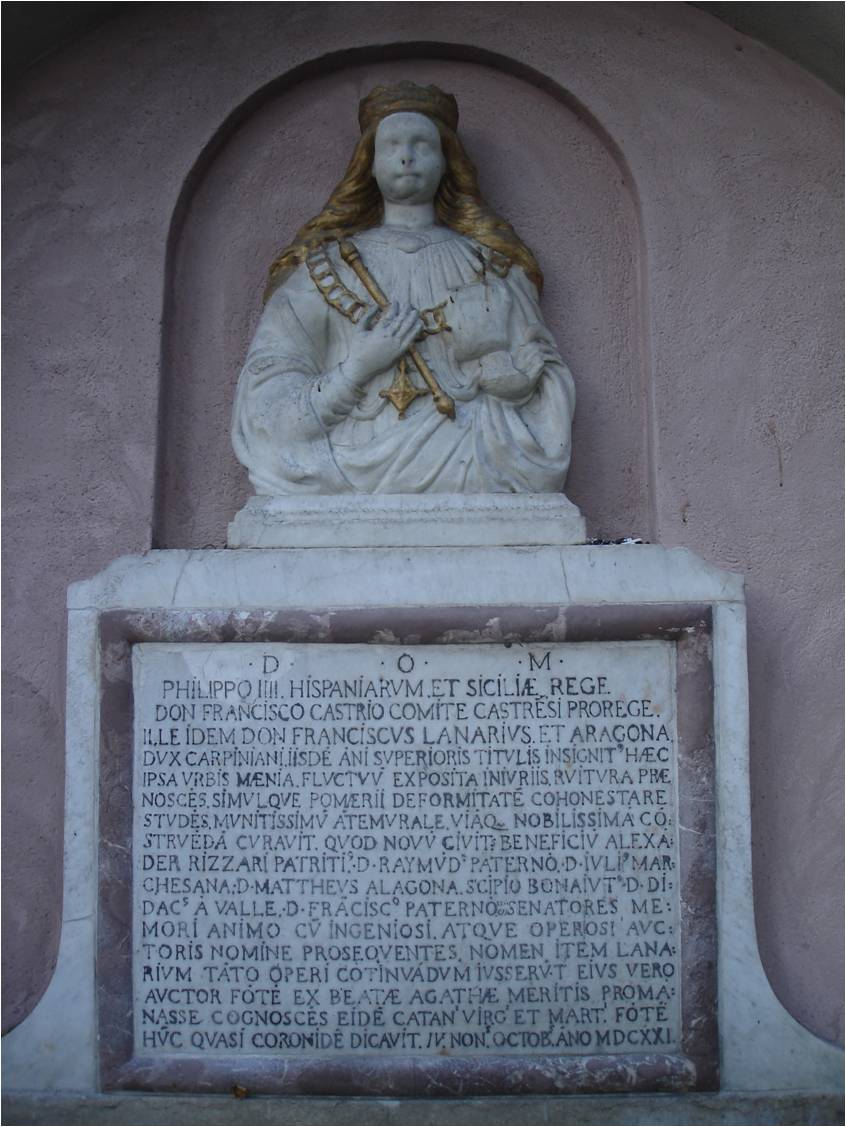
Particolare del busto di Sant'Agata e dell'iscrizione in onore di Francesco Lanario - 1621
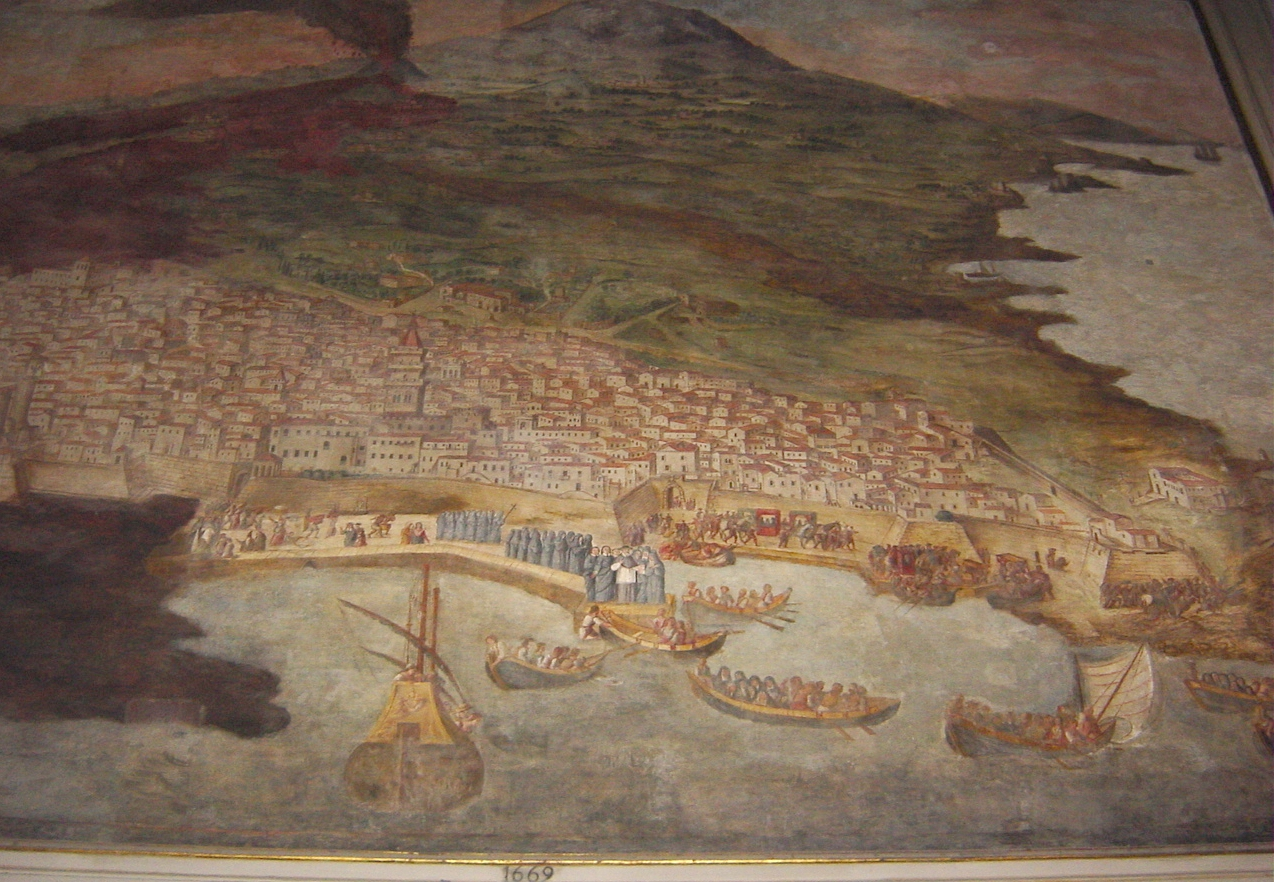
Dettaglio dell'affresco nella sagrestia della Cattedrale di Catania, che rappresenta la marina di Catania invasa dalla lava nel 1669
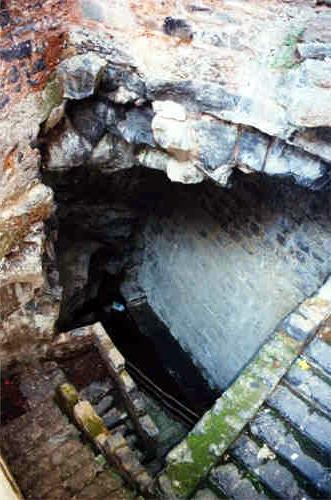
La fonte di Gammazita sistemata dal Lanario, fu sepolta nel 1669 e riportata alla luce nel XVIII secolo

## Critiche
Le opere del Lanario a Catania gli meritarono la cittadinanza onoraria e grandi lodi, contenute nella già citata raccolta poetica in suo onore curata da don Giacomo Gravina che raccolse versi composti da giovani poeti e uomini di governo catanesi.
Tuttavia non tutti gli intellettuali catanesi erano concordi con questi commenti entusiastici. Fra questi, Pietro Carrera che nelle sue Memorie Historiche rimprovera ad esempio il fatto che le mura e la strada furono da lui edificati ricorrendo allo spoglio dei monumenti romani. Non bisogna però dar troppo peso a queste critiche poiché era usanza comune, nel XVII secolo, considerare i monumenti antichi come depositi di materiale edilizio, il cui uso consentiva inoltre di risparmiare notevoli quantità di denaro. Se infatti la pietra lavica abbondava a Catania, ci volevano però grosse quantità di denaro per sbozzarle e ricavarne conci per le costruzioni e uno dei maggiori motivi di lode per Lanario fu proprio di aver fatto i lavori in economia.